# Carl Friedrich Gethmann (Unternehmer)
Carl Friedrich Gethmann (* 1777; † 22. März 1865) war ein wohlhabender Blankensteiner Unternehmer, Kaufmann, Tuchweber, Gewerke, Kohlenhändler. Die Familie Gethmann betrieb bis 1788 die Wolltuchfabrik Gethmann und Consorten, investierte dann in den Bergbau im Ruhrgebiet und produzierte in einer Werft an der Ruhr etwa eine Aak pro Jahr, von denen er selbst neun besaß und damit Steinkohle und Salz nach Ruhrort brachte.
Im Jahre 1806 legte er den Gethmannschen Garten in Blankenstein an. Im Jahre 1833 wurde Gethmann vom preußischen Kronprinzen Friedrich Wilhelm IV. besucht, der ihn zum 1842 zum Königlich-Preußischen Commerzienrat erhob. Ferner trug er den Roten Adlerorden. Den angebotenen erblichen Adelsstand soll er mit den Worten abgelehnt haben, er wolle lieber ein alter Bürger als ein neuer Adel sein.